# Departamento Malargüe
Malargüe ist die größte Gemeinde der Provinz Mendoza (28.887 Einwohner (2010) auf 41.317 km²), in Argentinien. Sie liegt etwa 420 Kilometer südlich von Mendoza und grenzt im Norden und Osten mit den Gemeinden San Rafael und General Alvear und an die Provinz La Pampa, im Westen an Chile und im Süden an die Provinz Neuquén.
Das Gebiet von Malargüe wurde vor der Ankunft der Europäer von Puelches und Pehuenches bewohnt, die in den 1870er-Jahren während der Wüstenkampagne fast ausgerottet wurden. Der Ort wurde 1886 gegründet, das Departamento wurde 1950 unabhängig von San Rafael. Das älteste Zeichen der landwirtschaftlichen Entwicklung ist die Mühle Rufino Ortega von 1878. Im Jahre 1932 endet ihre Tätigkeit und die gesamte Landwirtschaft durch den Ausbruch des Descabezado Grande.
Im Westen reichen die Gipfel der Anden fast auf eine Höhe von 5000 Metern (Risco Plateado, 4.999 m), die Stadt selbst liegt auf 1400 Metern Höhe. Die Stadt liegt in einer bewässerten Oase, wichtiges Produkt sind Saatkartoffeln. In der Umgebung werden Ziegen aufgezogen.
Die Bodenschätze Malargües werden schon lange ausgebeutet: Erdgas, Erdöl und Uran.
Eine wesentliche Einkommensquelle ist der Tourismus: im Umland gibt es verschiedenartige Naturschutzgebiete, in Los Molles heiße Quellen und in Las Leñas ein bekanntes Wintersportzentrum. Dafür wurde sogar ein internationaler Flugplatz gebaut.
Paläontologen werden oft fündig, Saurier eher selten, Ammoniten an vielen Stellen.
Malargüe ist der Standort des Pierre-Auger-Observatoriums zur Erforschung hochenergetischer kosmischer Strahlung, mit 1600 Stationen, die in einem Dreiecksmuster mit je 1500 Meter Abstand auf einer Fläche von etwa 3000 km² auf einer Hochebene aufgestellt sind.

## Naturschutzgebiete
Ein großer Teil des Departamentos Malargüe steht unter Naturschutz.
Payunia ist ein raues vulkanisches Gebiet mit 1.930 km² (soll erweitert werden auf 4.430 km²) und 800 Kratern. Die Vegetation ist patagonisch karg, etwa 14.000 Guanakos leben dort.
Die Laguna de Llancanelo ist ein flacher See mit umliegenden Feuchtgebieten (~400 km²). Flamingos, Schwarzhalsschwäne und viele Zugvögel nutzen ihn.
Die Caverna de las Brujas ist eine Tropfsteinhöhle in einem Nistgebiet für Adler und Andenkondore.
Die Castillos de Pincheira bestehen aus vulkanischen Sedimenten, die wie eine Burg aussehen.
Weitere Sehenswürdigkeiten sind der Wasserfall Manqui-Malal, der legendenumwobene See Niña Encantada, die eingestürzten Kalkhöhlen Pozo de las Animas, das abgelegene Hochtal Valle Hermoso, die einige Hundert Meter lange Lavahöhle, Cueva del Tigre in die man (mit Ausrüstung) einsteigen kann, ein versteinerter Araukarienwald und natürlich schöne hochandine Landschaften, die allerdings im Allgemeinen nur zu Fuß erreichbar sind.